# Solasteridae
Famille
Les Solasteridae sont une famille d'étoiles de mer (Asteroidea) de la famille des Valvatida.

## Description et caractéristiques
Ce sont de grosses étoiles pourvues d'un large disque central autour duquel rayonnent de nombreux bras, longs, charnus et plus ou moins cylindriques. La face aborale est généralement renforcée par un réseau réticulé d'osselets calcaires. Les plaques marginales prennent la forme d'une unique série de paxilles élargies, parfois doublée d'une seconde rangée plus fine. Ces étoiles sont essentiellement des prédateurs carnivores, parfois redoutablement efficaces.
La grande majorité sont des espèces d'eaux tempérées à froides, et une grande partie sont inféodées aux eaux profondes voire aux abysses. Une mise à jour a été effectuée en 2020, aboutissant au retrait de plusieurs genres.

## Liste des genres
| Selon World Register of Marine Species (26 décembre 2020) : - genre Crossaster Müller & Troschel, 1840 -- 10 espèces - genre Heterozonias Fisher, 1910 -- 1 espèce - genre Laetmaster Fisher, 1908 -- 1 espèce - genre Lophaster Verrill, 1878 -- 10 espèces - genre Paralophaster Fisher, 1940 -- 9 espèces - genre Rhipidaster Sladen, 1889 -- 1 espèce - genre Solaster Forbes, 1839 -- 23 espèces | Selon ITIS (26 décembre 2013) : - genre Crossaster Müller et Troschel, 1840 - genre Heterozonias Fisher, 1910 - genre Lophaster Verrill, 1878 - genre Solaster Forbes, 1839 |

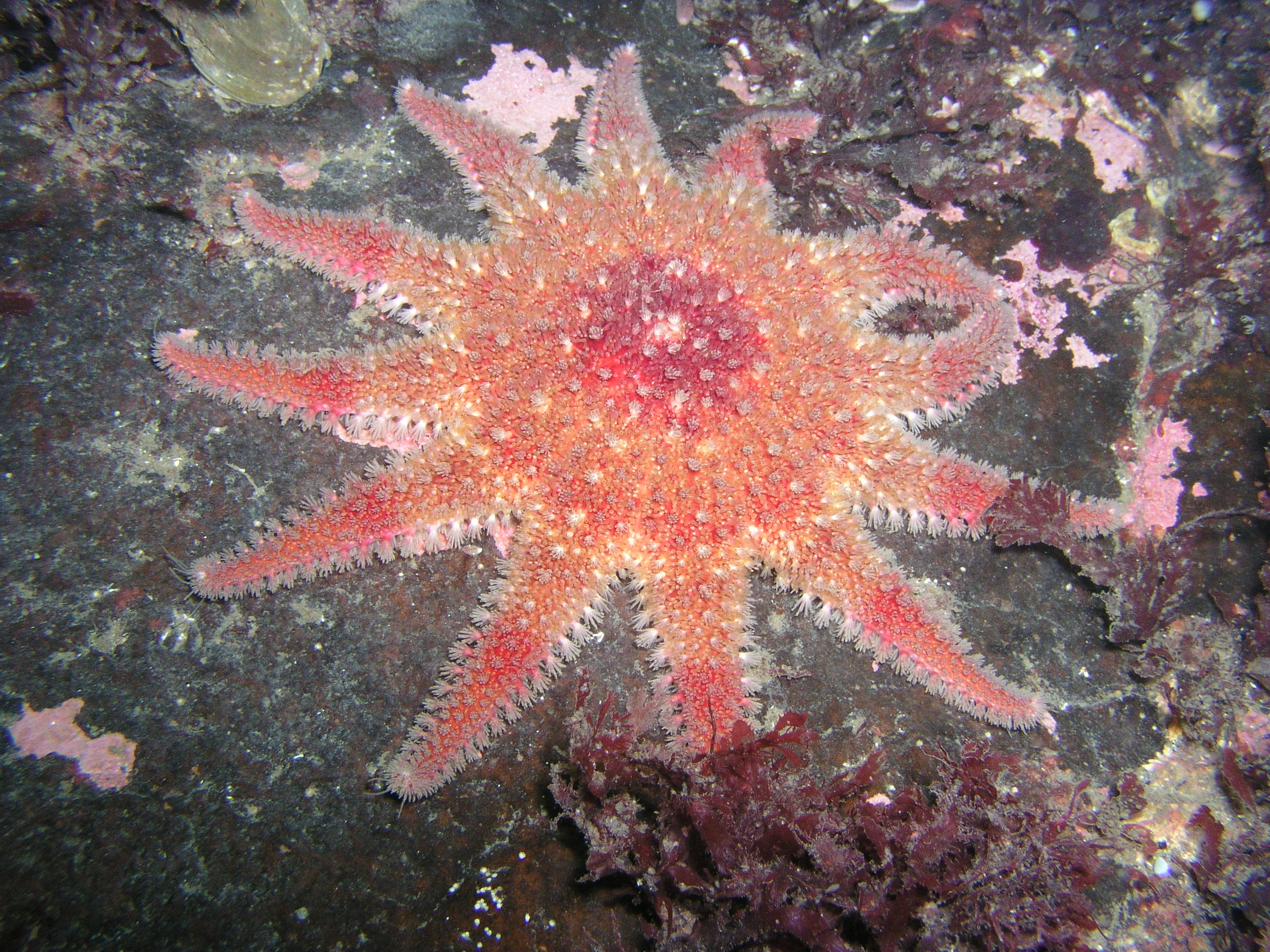
Crossaster papposus
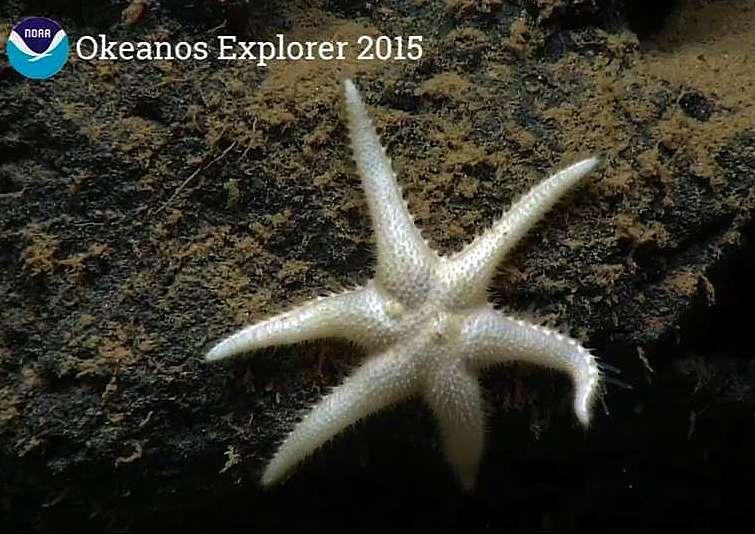
Laetmaster spectabilis
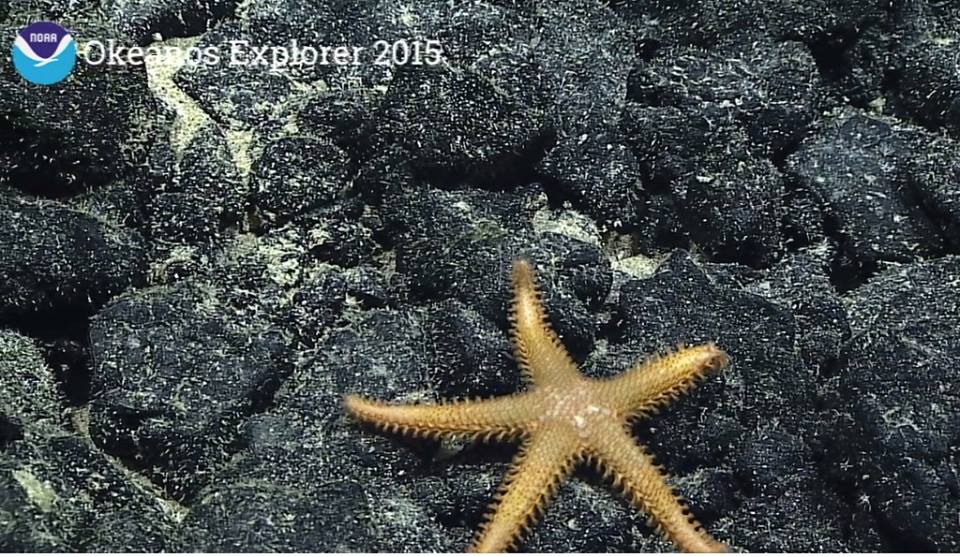
Lophaster sp.
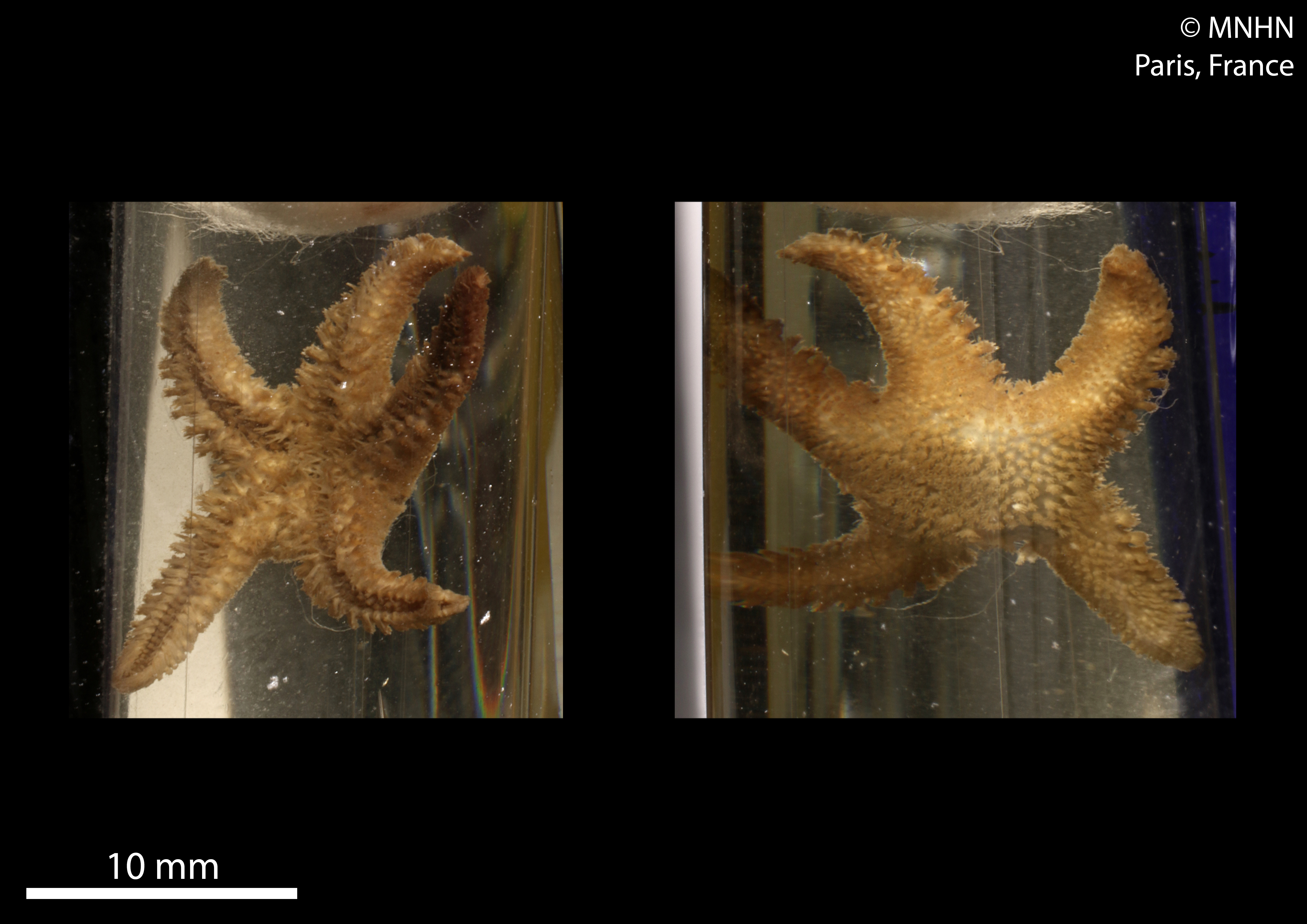
Paralophaster antarcticus
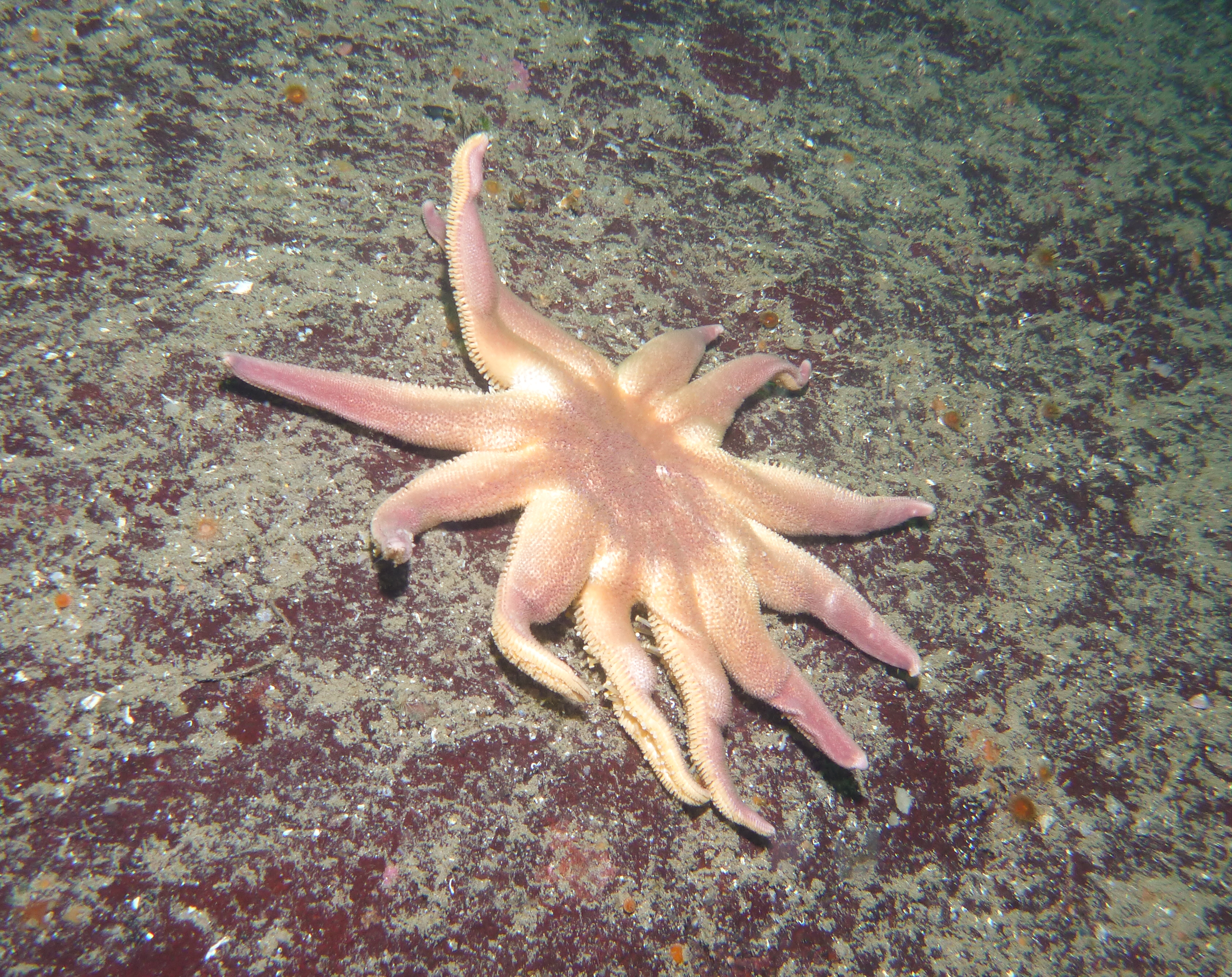
Solaster dawsoni
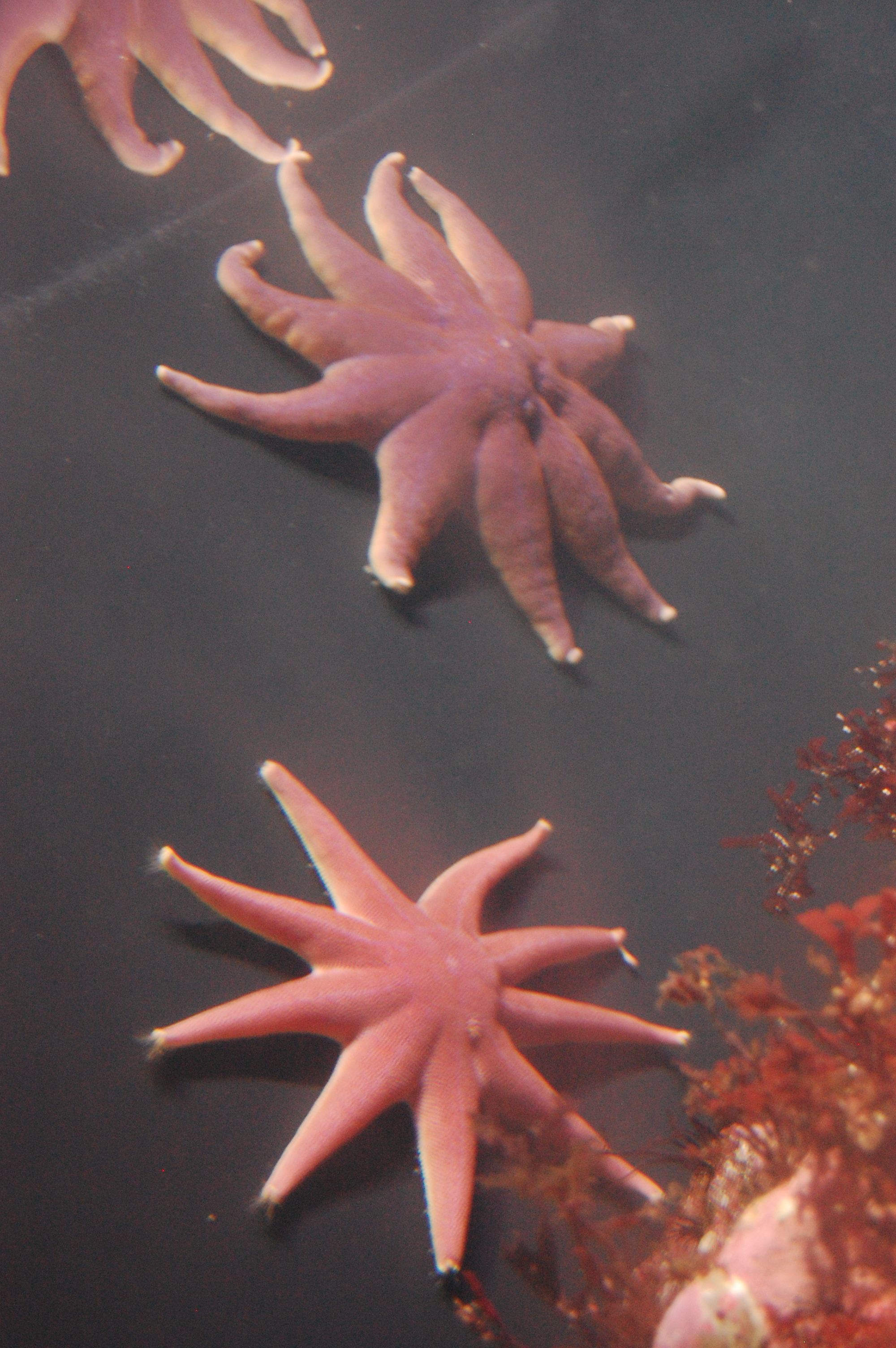
Solaster endeca
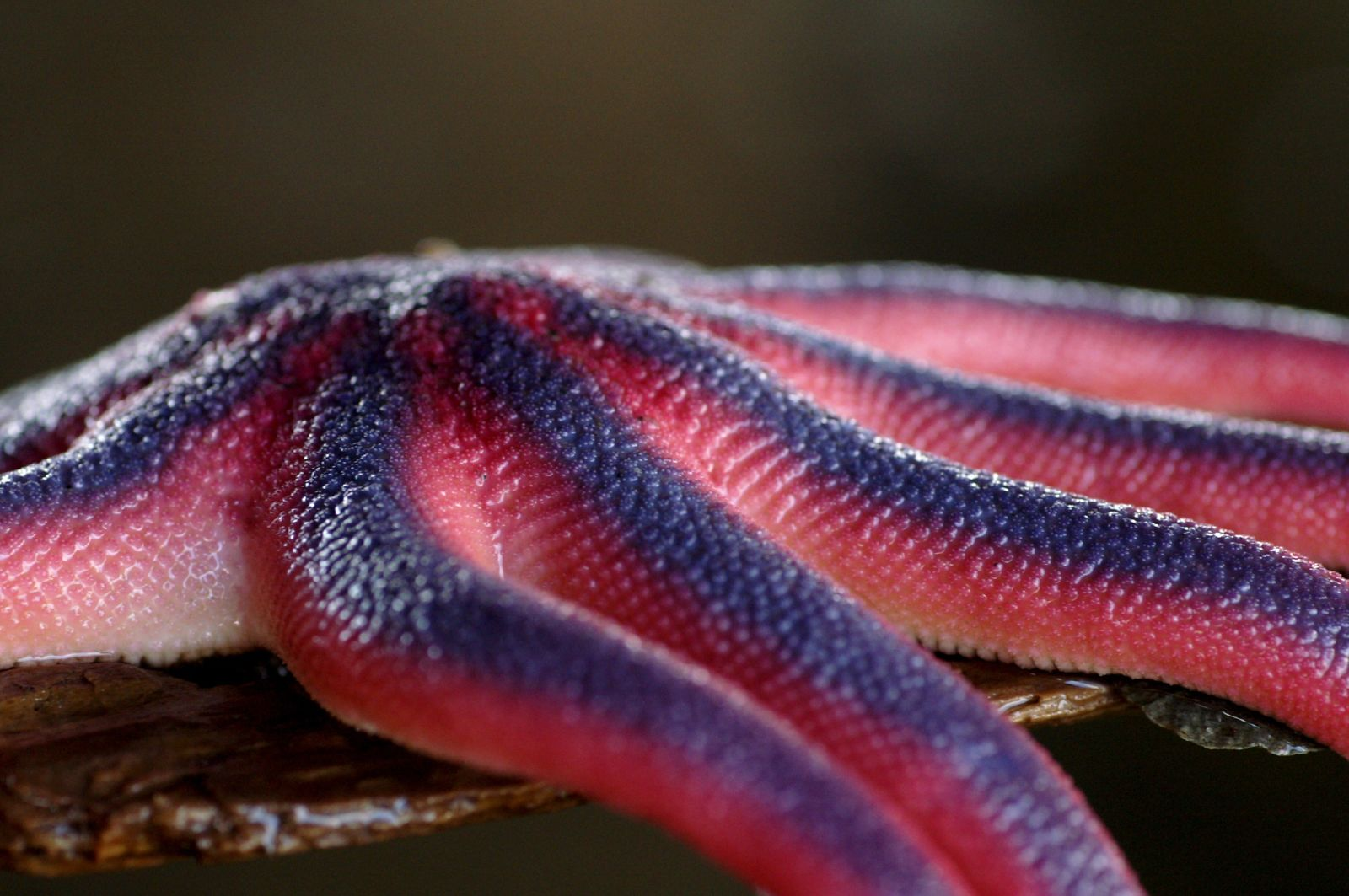
Solaster stimpsoni